# Aaadonta fuscozonata depressa
Aaadonta fuscozonata depressa là một phân loài ốc cạn, động vật thân mềm chân bụng thuộc họ Endodontidae. Đây là loài đặc hữu của Palau, được tim thấy trong các khu rừng ẩm vùng đất thấp nhiệt đới của đảo Peleliu. Chúng hiện đang bị đe dọa bởi sự phá hủy và thay đổi môi trường sống.